# Orthelimaea
Orthelimaea is een geslacht van rechtvleugeligen uit de familie sabelsprinkhanen (Tettigoniidae). De wetenschappelijke naam van dit geslacht is voor het eerst geldig gepubliceerd in 1926 door Karny.

## Soorten
Het geslacht Orthelimaea omvat de volgende soorten:
- Orthelimaea bezborodovi Gorochov & Storozhenko, 2010
- Orthelimaea carispina Ingrisch & Shishodia, 1998
- Orthelimaea flavolineata Brunner von Wattenwyl, 1878
- Orthelimaea himalayana Ingrisch, 1990
- Orthelimaea insignis Walker, 1869
- Orthelimaea kanburi Ingrisch, 2011
- Orthelimaea klinghardti Krausze, 1903
- Orthelimaea leeuwenii Karny, 1926
- Orthelimaea minor Brunner von Wattenwyl, 1891
- Orthelimaea sulawesi Gorochov, 2009
- Orthelimaea trapezialis Liu, 2011
- Orthelimaea volsella Ingrisch, 2011